# Білоягідник звичайний
Білоягідник звичайний (Symphoricarpos albus) — вид квіткових рослин з родини жимолостевих (Caprifoliaceae). Вид зростає в Північній Америці: Канада, США, Нижня Каліфорнія; інтродукований до Європи.

## Середовище
Він росте в тінистих та вологих гірських та лісових середовищах, у лісистих місцевостях, на заплавах та берегах річок. Він може рости в найрізноманітніших типах середовищ існування.

## Біоморфологічна характеристика

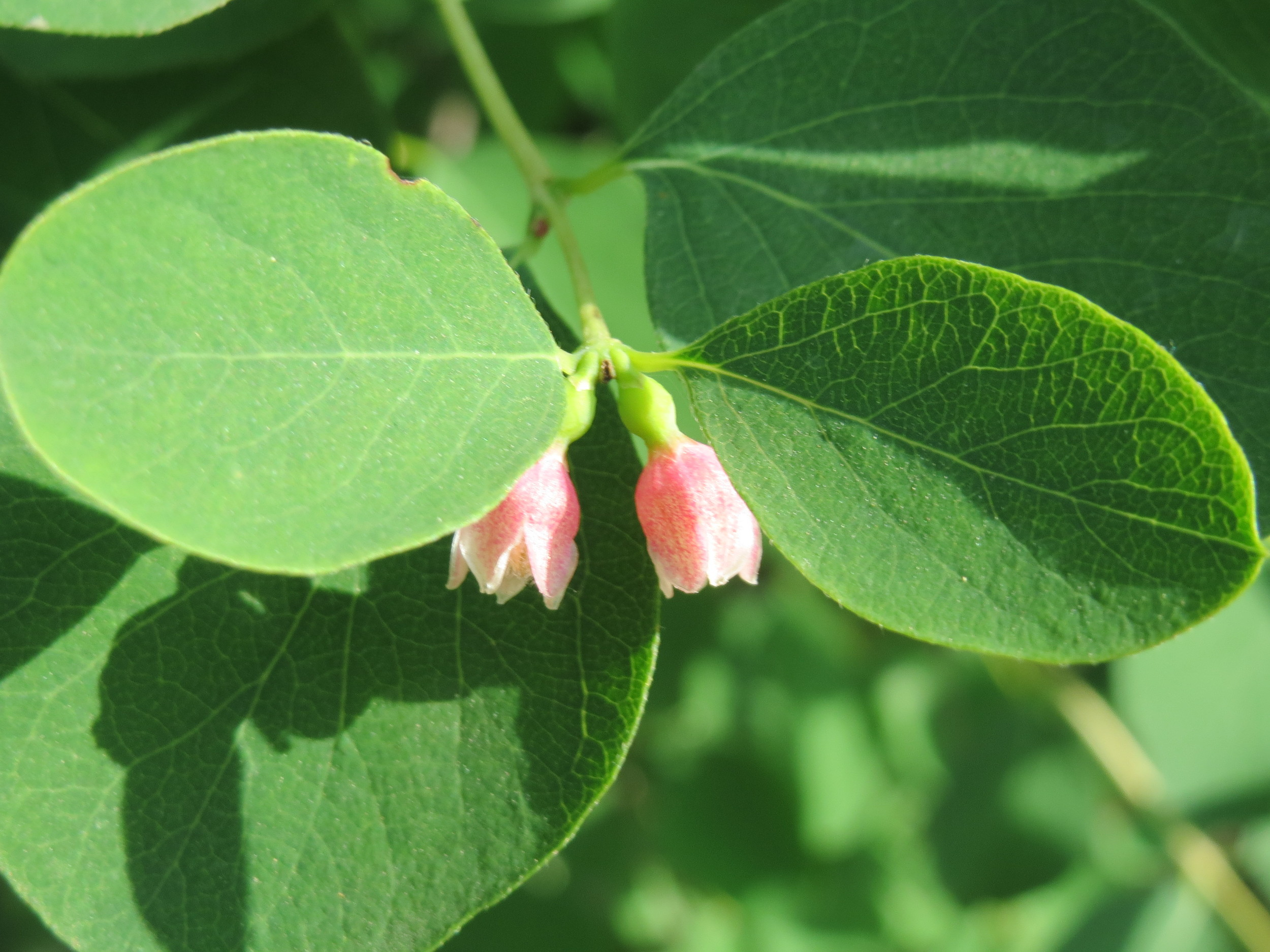

S. albus — це прямовисний листопадний кущ, що має жорстке, розгалужене головне стебло та часто кілька менших пагонів від кореневища. Він може поширюватися та колонізувати територію, утворюючи густі зарості. Він досягає 1–2 метрів у максимальну висоту. Листя розташоване супротивно на розлогих гілках. Зазвичай воно овальне, різного розміру та форми, до 5 сантиметрів завдовжки або трохи більше на пагонах. Суцвіття — китиця, що містить до 16 квіток. Дзвоникоподібний, округлий віночок має довжину близько 0,5 см і яскраво-рожевого кольору. Плід — м'ясиста біла ягодоподібна кістянка завширшки близько 1 см, яка містить два насіння. Рослина іноді розмножується насінням, але переважно вегетативно, проростаючи з розлогого кореневища. Птахи розносять насіння після того, як з'їдять плід.

## Використання
Його їдять деякі тварини, а також висаджують для декоративних та екологічних цілей, але він отруйний для людей (викликає блювоту).